# محبين ميس فاتي بجانب البحر
محبين ميس فاتي بجانب البحر (بالإنجليزية:Miss Fatty's Seaside Lovers) هو فيلم أمريكي كوميدي قصير أُنتج سنة 1915 بطولة وإخراج روسكو "فاتي" آرباكل، والفيلم يضم هارولد لويد.

## طاقم التمثيل
- روسكو "فاتي" آرباكل
- جو بوردو
- إدجار كينيدي
- هارولد لويد
- بيلي جيلبيرت
- والاس ماكدونالد

## وصلات خارجية
- محبين ميس فاتي بجانب البحر على موقع IMDb (الإنجليزية)
- محبين ميس فاتي بجانب البحر على موقع قاعدة بيانات الفيلم (الإنجليزية)
- محبين ميس فاتي بجانب البحر على موقع ليتربوكسد (الإنجليزية)
- محبين ميس فاتي بجانب البحر على موقع كينوبويسك (الروسية)
- Miss Fatty's Seaside Lovers on يوتيوب